# 7319 Katterfeld
A 7319 Katterfeld (ideiglenes jelöléssel 1976 SA6) a Naprendszer kisbolygóövében található aszteroida. Nyikolaj Sztyepanovics Csernih fedezte fel 1976. szeptember 24-én.